# Standing on the Shoulder of Giants Tour
Standing on the Shoulder of Giants Tour – czwarta trasa koncertowa grupy muzycznej Oasis, w jej trakcie odbyły się siedemdziesiąt dwa koncerty.
1. 29 lutego 2000 – Yokohama, Japonia – Yokohama Arena
2. 1 marca 2000 – Nagoja, Japonia – Nagoya Rainbow Hall
3. 3 marca 2000 – Fukuoka, Japonia – Marina Messe Fukuoka
4. 5 marca 2000 – Yokohama, Japonia – Yokohama Arena
5. 6 marca 2000 – Yokohama, Japonia – Yokohama Arena
6. 7 marca 2000 – Yokohama, Japonia – Yokohama Arena
7. 9 marca 2000 – Osaka, Japonia – Osaka Castle Hall
8. 11 marca 2000 – Kobe, Japonia – World Memorial Hall
9. 12 marca 2000 – Kobe, Japonia – World Memorial Hall
10. 16 marca 2000 – Sendai, Japonia – Army Hall
11. 21 marca 2000 – Paryż, Francja – Bataclan
12. 23 marca 2000 – Bruksela, Belgia – Ancienne Belgique
13. 25 marca 2000 – Kolonia, Niemcy – E-Werk
14. 4 kwietnia 2000 – Seattle, Waszyngton, USA – Paramount Theater
15. 6 kwietnia 2000 – Portland, Oregon, USA – Arlene Schnitzer Concert Hall
16. 8 kwietnia 2000 – Berkeley, Kalifornia, USA – Berkeley Community Theater
17. 9 kwietnia 2000 – Los Angeles, Kalifornia, USA – Universal Amphitheater
18. 11 kwietnia 2000 – Paradise, Nevada, USA – House of Blues
19. 11 kwietnia 2000 – Paradise, Nevada, USA – Hard Rock Hotel and Casino
20. 13 kwietnia 2000 – Denver, Kolorado, USA – Auditorium Theatre
21. 15 kwietnia 2000 – Minneapolis, Minnesota, USA – Minneapolis State Theatre
22. 18 kwietnia 2000 – Chicago, Illinois, USA – Chicago Theatre
23. 19 kwietnia 2000 – Detroit, Michigan, USA – State Theatre
24. 21 kwietnia 2000 – Akron, Ohio, USA – E.J. Thomas Hall
25. 22 kwietnia 2000 – Indianapolis, Indiana, USA – Murat Shrine
26. 24 kwietnia 2000 – Columbus, Ohio, USA – Palace Theatre
27. 26 kwietnia 2000 – Upper Darby, Pensylwania, USA – Tower Theater
28. 27 kwietnia 2000 – Boston, Massachusetts, USA – Orpheum Theatre
29. 29 kwietnia 2000 – Toronto, Kanada – Maple Leaf Gardens
30. 1 maja 2000 – New York City, Nowy Jork, USA – Madison Square Garden
31. 3 maja 2000 – Fairfax, Wirginia, USA – Patriot Center
32. 5 maja 2000 – Atlanta, Georgia, USA – Music Midtown
33. 8 maja 2000 – Meksyk, Meksyk – Palacio de los Deportes
34. 17 maja 2000 – Lizbona, Portugalia – Praca Sony
35. 19 maja 2000 – Leganés, Hiszpania – Plaza de Toros La Cubierta
36. 30 maja 2000 – Mediolan, Włochy – Fila Forum
37. 31 maja 2000 – Zurych, Szwajcaria – Saalsporthalle
38. 2 czerwca 2000 – Wiedeń, Austria – Wiener Stadthalle
39. 3 czerwca 2000 – Lipsk, Niemcy – Haus Auensee
40. 5 czerwca 2000 – Warszawa, Polska – Torwar
41. 7 czerwca 2000 – Berlin, Niemcy – Arena
42. 9 czerwca 2000 – Nürburg, Niemcy – Nürburgring
43. 10 czerwca 2000 – Landgraaf, Holandia – Megaland Park
44. 11 czerwca 2000 – Nuremberg, Niemcy – Frankenstadion
45. 13 czerwca 2000 – Hamburg, Niemcy – Alsterdorfer Sporthalle
46. 15 czerwca 2000 – Hultsfred, Szwecja – Lake Hulingen
47. 18 czerwca 2000 – Imola, Włochy – Autodromo Enzo e Dino Ferrari
48. 19 czerwca 2000 – Marsylia, Francja – Dôme St Justé
49. 21 czerwca 2000 – Paryż, Francja – Place de la République
50. 22 czerwca 2000 – Hamburg, Niemcy – Alsterdorfer Sporthalle
51. 30 czerwca 2000 – Werchter, Belgia – Werchter Festival Grounds
52. 1 lipca 2000 – Roskilde, Dania – Roskilde Festival Grounds
53. 2 lipca 2000 – Turku, Finlandia – Ruissalo
54. 4 lipca 2000 – Barcelona, Hiszpania – Pavelló de la Vall d'Hebron
55. 6 lipca 2000 – Kristiansand, Norwegia – Oderøya
56. 8 lipca 2000 – Dublin, Irlandia – Landsdowne Road
57. 9 lipca 2000 – Belfort, Francja – Lac de Malsaucy
58. 12 lipca 2000 – Ateny, Grecja – Terra Vibe Park
59. 15 lipca 2000 – Bolton, Anglia – Reebok Stadium
60. 16 lipca 2000 – Bolton, Anglia – Reebok Stadium
61. 21 lipca 2000 – Londyn, Anglia – Wembley Stadium
62. 22 lipca 2000 – Londyn, Anglia – Wembley Stadium
63. 26 lipca 2000 – Nyon, Szwajcaria – Plaine de L'Asse
64. 29 lipca 2000 – Edynburg, Szkocja – Murrayfield Stadium
65. 4 sierpnia 2000 – Benicàssim, Hiszpania – Benicàssim Festival Grounds
66. 6 sierpnia 2000 – Odemira, Portugalia – Zambujeira do Mar
67. 8 sierpnia 2000 – Budapeszt, Węgry – Óbuda Island
68. 12 sierpnia 2000 – Skanderborg, Dania – Skanderborg Festival
69. 23 sierpnia 2000 – Gijon, Hiszpania – Gijon Festival
70. 25 sierpnia 2000 – Reading, Anglia – Little John's Farm
71. 26 sierpnia 2000 – Glasgow, Szkocja – Glasgow Green
72. 27 sierpnia 2000 – Leeds, Anglia – Bramham Park